# Dipterocarpus kerrii
Dipterocarpus kerrii är en tvåhjärtbladig växtart som beskrevs av George King. Dipterocarpus kerrii ingår i släktet Dipterocarpus och familjen Dipterocarpaceae. Inga underarter finns listade i Catalogue of Life.